# 马蒂·雷乌纳迈基
马蒂·雷乌纳迈基（芬蘭語：Matti Reunamäki，1940年7月25日—2023年11月3日），芬兰男子冰球运动员。他曾代表芬兰国家队参加1964年和1968年冬季奥林匹克运动会冰球比赛，分别获得第六名和第五名。